# Spermospora bromivora
Spermospora bromivora är en svampart som först beskrevs av Latch, och fick sitt nu gällande namn av Deighton 1970. Spermospora bromivora ingår i släktet Spermospora, divisionen sporsäcksvampar,  och riket svampar.   Inga underarter finns listade.